# ФК Лехија
ФК Лехија (пољ. Lechia Gdańsk) је пољски фудбалски клуб из града Гдањска. Основан је 1945, а основали су га становници Лавова, у жељи да их подсећа на ФК Лехија Лавов. Од 2011. клуб своје утакмице игра на ПГЕ арени, стадиону који је саграђен за потребе Европског првенства у фудбалу 2012. и који има капацитет од 43.615 седећих места.
Лехија је била најјача 50-их година 20. века, а све до осамдесетих година нису играли у 1. лиги, а последњи пут су играли 1996. године, пре него што су се у сезони 2007/08. поново пласирали у Екстракласу.
Играли су у Купу победника купова у сезони 1983/84. и то против Јувентуса из Торина и изгубили су са укупно 2:10.

## Успеси
- Екстракласа:
  - Треће место (2): 1956, 2019
- Куп Пољске:
  - Освајач (2): 1983, 2019
  - Финалиста (2): 1955, 2020
  - Полуфиналиста (2): 2010, 2011
- Суперкуп Пољске:
  - Освајач (2): 1983, 2019

## ФК Лехија у европским такмичењима
| Сезона  | Такмичење            | Ранг    | Држава  | Екипа    | Резултат |
| ------- | -------------------- | ------- | ------- | -------- | -------- |
| 1983/84 | Куп победника купова | 1. коло | Италија | Јувентус | 0:7, 2:3 |

## Некадашњи познати играчи
- Милош Красић
- Александар Ковачевић
- Даисуке Мацуј